# Nivisacris
Nivisacris is een geslacht van rechtvleugeligen uit de familie veldsprinkhanen (Acrididae). De wetenschappelijke naam van dit geslacht is voor het eerst geldig gepubliceerd in 1984 door Liu.

## Soorten
Het geslacht Nivisacris  is monotypisch en omvat slechts de volgende soort:
- Nivisacris zhongdianensis (Liu, 1984)